# دوره فشرده عاشقانه
دوره فشرده عاشقانه (انگلیسی: Crash Course in Romance; کره‌ای: 일타 스캔들) یک مجموعهٔ تلویزیونی کره جنوبی سال ۲۰۲۳ به کارگردانی یو جه وون و با بازی جون دو-یون و جونگ کیونگ هو است. این مجموعه از ۱۴ ژانویه تا ۵ مارس ۲۰۲۳، روزهای شنبه و یکشنبه ساعت ۲۱:۱۰ (کی‌اس‌تی) از تی‌وی‌ان پخش شد. این مجموعه همچنین برای استریم در نتفلیکس مناطق منتخب در دسترس است.

## بازیگران

### اصلی
- جون دو-یون در نقش نام هنگ سون[۷]
- جونگ کیونگ هو در نقش چوی چی یول[۷]

## تولید
گزارش شده بود که فیلم‌برداری قرار بود در تابستان سال ۲۰۲۲ آغاز شود.